# David Pérez García
David Pérez García (Madrid, 8 de agosto de 1972) es un político español del Partido Popular. Desde 2023 es concejal-presidente de la Junta Municipal de Hortaleza. Entre 2021 y 2023 fue consejero de Transportes e Infraestructuras de la Comunidad de Madrid, siendo entre 2019 y 2021 designado consejero de Vivienda y Administración Local de la Comunidad de Madrid, el mismo año en que la Presidenta de la Comunidad de Madrid, Isabel Díaz Ayuso, nombró a Pérez como número dos de la candidatura del Partido Popular de la Comunidad de Madrid, para la Asamblea de Madrid, en las elecciones autonómicas de mayo de 2019, siendo reelegido como diputado en la Asamblea de Madrid, cargo que ocupó desde 2003 hasta 2023. Entre 2011 y 2019 fue alcalde del municipio de Alcorcón.

## Biografía

### Primeros años
Nacido en Madrid el 8 de agosto de 1972, creció en el barrio de Campamento. Se licenció en Ciencias de la Información (Periodismo) por la Universidad Complutense de Madrid.
Entre 1999 y 2008, David Pérez se hizo cargo de la Secretaría de Comunicación del Partido Popular de Madrid. 
Desde 2003 David Pérez es diputado de la Asamblea de Madrid y ha desempeñado el cargo de portavoz del Grupo Popular en el Asamblea de Madrid (2008-2011). En este período se ganó la confianza de Esperanza Aguirre, convirtiéndose en un colaborador muy cercano de la entonces presidenta del gobierno autonómico y del Partido Popular de la Comunidad de Madrid.
Ejerció de viceconsejero de Empleo y Mujer de la Comunidad de Madrid (2008). Desempeñó varios puestos de responsabilidad en el Grupo Parlamentario Popular, desde asesor, hasta portavoz adjunto y portavoz de la Asamblea de Madrid.

### Alcalde de Alcorcón (2011-2019)

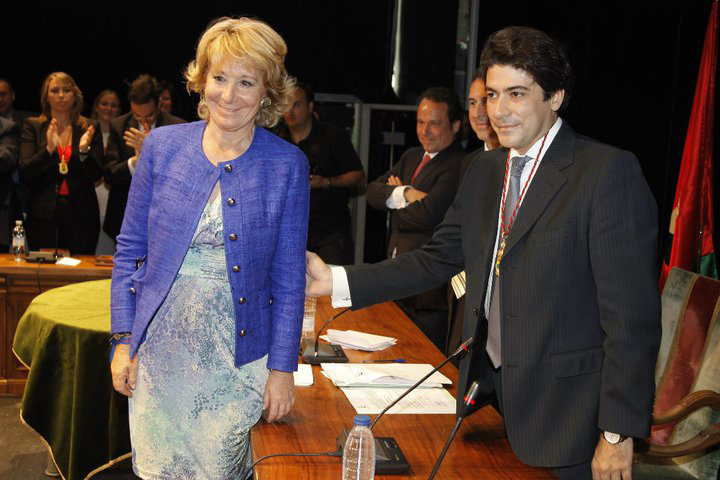
Acompañado de Esperanza Aguirre durante su toma de posesión como alcalde en 2011

Sucesor de Fernando Díaz Robles al frente del Partido Popular de Alcorcón, se presentó como cabeza de lista en las elecciones municipales de 2011 en Alcorcón, ganando la candidatura de su partido la mayoría absoluta, obteniendo un total de 41 335 votos (48,44 %) y 15 concejales. El 11 de junio David Pérez fue investido alcalde con una mayoría absoluta de los votos de los concejales.
En diciembre de 2011 fue elegido presidente de la Federación Madrileña de Municipios.
Tras las elecciones municipales de 2015, el PP perdió la mayoría absoluta en Alcorcón. En el pleno de constitución de la nueva corporación 2015-2019, Pérez recibió el apoyo de 10 concejales en la votación de investidura por 13 de Natalia de Andrés. Al no recabar ningún candidato la mayoría absoluta de votos del pleno (14), David Pérez fue reinvestido alcalde en calidad de candidato de la lista más votada.
En las elecciones generales de 2015 se presentó como candidato al Congreso de los Diputados, en el número 20 de la lista del PP, sin resultar elegido.
Reprobado a lo largo de la corporación municipal 2015-2019 en 8 ocasiones por el pleno del Ayuntamiento, de cara a las elecciones de mayo de 2019 concurrió en el número 2 de la lista del PP en las elecciones a la Asamblea de Madrid de 2019 encabezada por Isabel Díaz Ayuso y cerró la lista del PP en las municipales de Alcorcón, resultando elegido diputado autonómico. 
En las elecciones de 2019, Pérez renunció a repetir como candidato a la Alcaldía de Alcorcón tras su nombramiento como número dos de Isabel Díaz Ayuso en la candidatura del PP de la Comunidad de Madrid para las elecciones del mismo año. Tras 8 años de gobierno municipal, Pérez dejó el cargo de primer edil municipal.

### Consejero del gobierno regional (2019-2023)

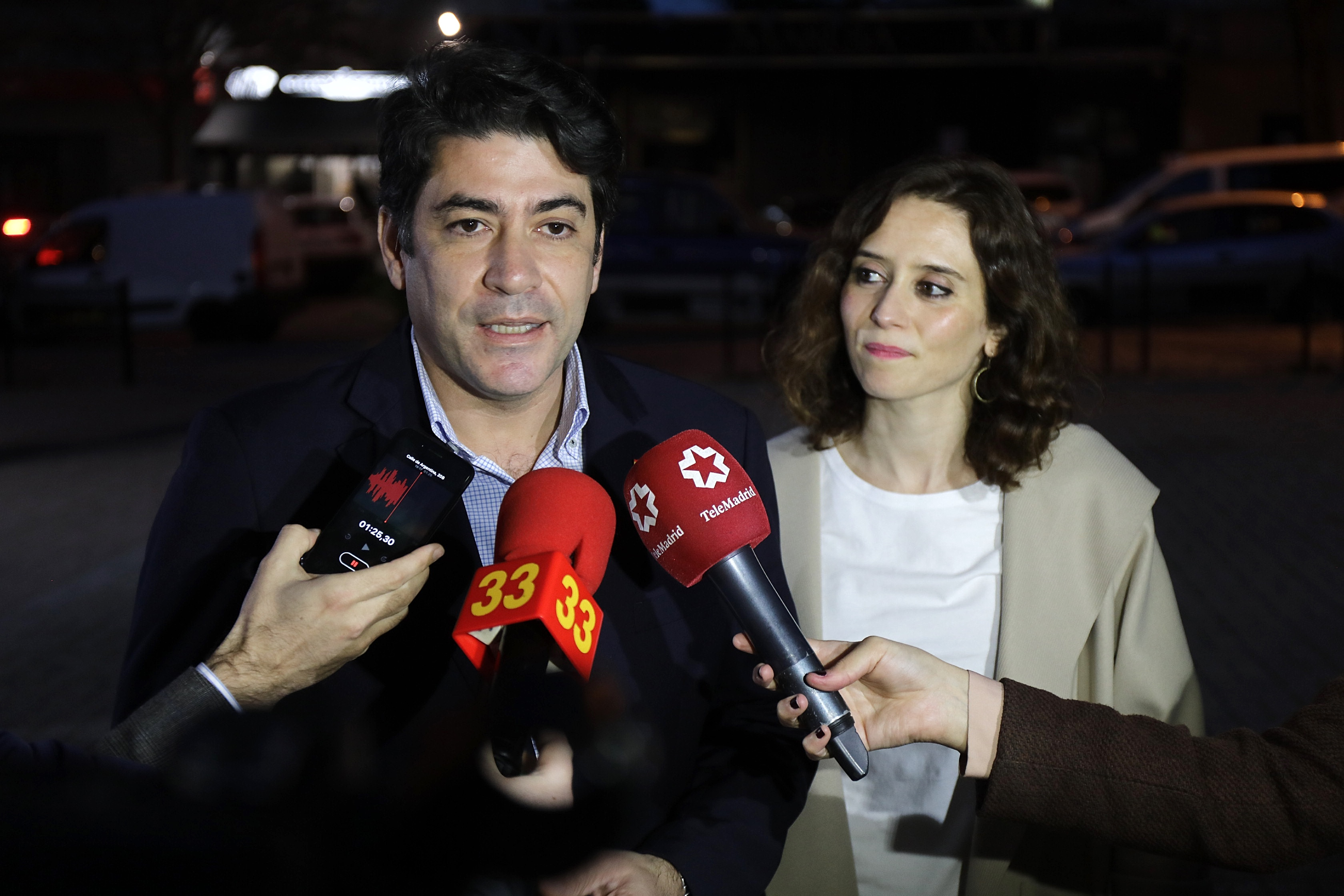
Isabel Díaz Ayuso con David Pérez

Tras ser nombrado consejero de Vivienda y Administración Local de la Comunidad de Madrid por Isabel Díaz Ayuso, Pérez juró el cargo en la Real Casa de Correos de la Puerta del Sol el 20 de agosto de 2019.
El 25 de septiembre de 2019 fue nombrado por la Junta Directiva del Partido Popular de Madrid vicesecretario de Territorial del mismo partido.
El 21 de junio de 2021 es nombrado consejero de Transportes e Infraestructuras de la Comunidad de Madrid. En ese cargo autorizó la polémica ampliación de la Línea 11 de Metro que provocó la tala de centenares de árboles en los barrios de Comillas y Arganzuela en Madrid. En esa etapa también gestionó la crisis en San Fernando de Henares desatada por las obras derivadas de la ampliación de la línea 7B de Metro, que dejaron a 84 familias sin sus viviendas por daños estructurales.

En 2021  como parte del  Gobierno regional recibió  el galardón solidario ONCE, como reconocimiento a su proyecto de accesibilidad e inclusión para el suburbano que permitirá instalar hasta 103 nuevos  ascensores.https://www.elmundo.es/madrid/2021/12/15/61ba46d3e4d4d8ae1e8b45b6.html

### Concejal del Ayuntamiento de Madrid (desde 2023)
Relegado por Isabel Díaz Ayuso, David Pérez acabó en un discreto puesto en la lista electoral encabezada por José Luis Martínez-Almeida para revalidar la alcaldía de la ciudad de Madrid. Tras la victoria del PP en las elecciones municipales por mayoría absoluta, Almeida designó a Pérez nuevo concejal presidente del distrito de Hortaleza, al noreste de la ciudad.
En sus primeros meses en el cargo, David Pérez ha protagonizado polémicas por sus medidas contra el movimiento asociativo de este distrito madrileño. Primero por cancelar de forma unilateral la Feria de Asociaciones, después por modificar el calendario de las Fiestas de Primavera de Hortaleza eliminando todo el presupuesto destinado a actuaciones vecinales, y más tarde por prohibir la venta y consumo de alcohol en 19 fiestas vecinales promovidas por entidades ciudadanas. Todas estas medidas provocaron que en menos de 24 horas se recopilasen más 2.000 firmas reclamando al concejal una rectificación.

## Posiciones
Consideró en 2016 a las integrantes del colectivo feminista como «a veces son mujeres frustradas, mujeres amargadas, mujeres rabiosas y mujeres fracasadas como personas y que vienen a dar lecciones a las demás de cómo hay que vivir y cómo hay que pensar». Consideradas machistas por la oposición, Pérez pidió perdón por estas declaraciones negando a su vez ser «machista». También en 2016, rompió la disciplina de su grupo parlamentario al ausentarse en la votación del pleno de la Asamblea de Madrid para la aprobación de la llamada ley contra la LGTBFobia impulsada por el Gobierno de Cristina Cifuentes y que perseguía la lucha contra las agresiones al mencionado colectivo. En 2017 presentó una enmienda para el congreso regional del PP que instaba a su partido a la toma de «políticas, acciones y reformas legales» para la supresión paulatina del derecho al aborto.
En 2019, Pérez calificó la regulación de los alquileres como un «intervencionismo propio de la URSS».

## Obras
- — (2003). Técnicas de comunicación política. El lenguaje de los partidos. Madrid: Editorial Tecnos.[25]